# FC Juniors OÖ
Le FC Juniors OÖ est un club autrichien basé à Pasching fondé le 16 mai 2007. Il évolue en troisième division autrichienne. Il remporte la Coupe d'Autriche en 2013. Il est connu sous le nom de FC Pasching, jusqu'en 2017.
Le club évolue au Waldstadion de Pasching, un stade d'une capacité de 7 152 places. Les joueurs portent un maillot noir.

## Histoire

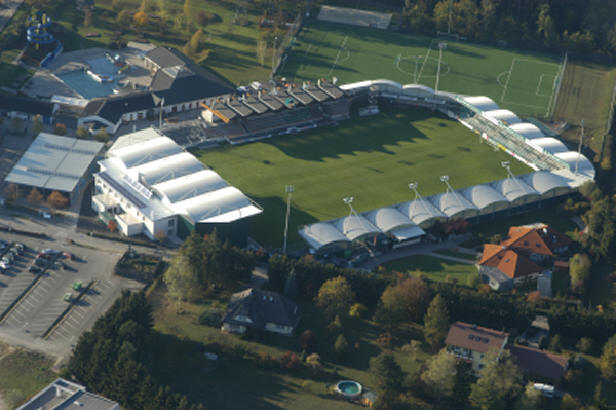
Waldstadion Pasching en 2005

Logo du FC Pasching avant qu'il ne prennne son nom actuel en 2017

L'équipe évolue en 1re division autrichienne (appelée la Bundesliga) de 2002 à 2007.
Le club s’appelle initialement le ASKÖ Pasching. Ensuite, le club change de nom, s'appelant le SK Austria Kärnten. Puis devient en 2007 le "FC Pasching".
En 2013, le FC Pasching remporte la Coupe d'Autriche (ÖFB Samsung Cup) en battant en finale l'Austria de Vienne (1-0), alors que l'équipe évolue pourtant en troisième division autrichienne (Regionalliga). Cette victoire est synonyme de qualification pour les barrages de la Ligue Europa 2013-2014. Il joueront contre les portugais de l'Estoril-Praia.
De 2014 à 2018, le club joue en troisième division sous le nom LASK Juniors OÖ, jusqu'en 2017 dans une entente avec l'équipe réserve du LASK sous le nom SPG FC Pasching/LASK Juniors. En 2018, l'entente est dissoute et le FC Juniors OÖ monte en deuxième division en fin de saison 2018-2019. Après la saison 2021-2022 en deuxième division le club décide de se retirer, il retourne en troisième division et reforme une entente comme avant 2018, il joue ensuite sous le nom LASK Amateure OÖ en troisième division.

## Parcours européen
Le club autrichien est éliminé lors des barrages de la Ligue Europa 2013-2014 par le club portugais de l'Estoril-Praia (2-0/2-1). Daniel Sobkova marque un but lors du match retour en faveur du FC Pasching.
Le club n'est pas repêché à l'issue du tirage au sort (un repêchage était alors possible à la suite de l'exclusion du club turc de Fenerbahçe). Ce sera le club chypriote de l'APOEL Nicosie qui jouera alors la phase de groupes.

## Entraîneurs
- 2013-2015 :  Martin Hiden
- Décembre 2018- :  Andreas Wieland